# Хочин (Ровненская область)
Хочин (укр. Хочин) — село, входит в Удрицкий сельский совет Дубровицкого района Ровненской области Украины.
Население по переписи 2001 года составляло 134 человека. Почтовый индекс — 34113. Телефонный код — 3658. Код КОАТУУ — 5621889203.

## Местный совет
34113, Ровненская обл., Дубровицкий р-н, с. Удрицк, ул. Центральная, 40.